# Jean Thibault
Jean Thibault, né le 6 juin 1923 à Chabris, et mort dans la même ville le 27 décembre 2019, est un homme politique français.

## Mandats électifs
- Député de la 3e circonscription de l'Indre (1978-1981)
- Maire de Luçay-le-Mâle